# Daily (Vinchenzo)
Daily is een nummer van de Nederlandse zanger Vinchenzo uit 2017.
Na het nummer Steady Love, dat geen hit werd, brengt Vinchenzo Daily uit. Dit nummer werd wel een hitje; het haalde de 36e positie in de Nederlandse Top 40. In de tekst van het nummer wordt verwezen naar Justin Bieber, Beyoncé, Jay-Z, Ariana Grande en fastfoodketen KFC.